# ماته پارلوف
ماته پارلوف (انگلیسی: Mate Parlov; ۱۶ نوامبر ۱۹۴۸ – ۲۹ ژوئیهٔ ۲۰۰۸) بوکسور اهل یوگسلاوی بود. از افتخارات وی میتوان به کسب مدال طلا وزن ۸۱- کیلوگرم در بازی‌های المپیک تابستانی ۱۹۷۲ اشاره کرد.